# Ctenota asiatica
Ctenota asiatica là một loài ruồi trong họ Asilidae. Ctenota asiatica được Lehr miêu tả năm 1964. Loài này phân bố ở vùng Cổ Bắc giới.